# Жерот
Жерот (фр. Gerrots) насеље је и општина у северној Француској у региону Доња Нормандија, у департману Калвадос која припада префектури Лисје.
По подацима из 2011. године у општини је живело 53 становника, а густина насељености је износила 15,23 становника/km². Општина се простире на површини од 3,48 km². Налази се на средњој надморској висини од 32 метара (максималној 123 m, а минималној 16 m).

## Демографија
| 1962. | 1968. | 1975. | 1982. | 1990. | 1999. | 2011. |
| ----- | ----- | ----- | ----- | ----- | ----- | ----- |
| 27    | 38    | 40    | 45    | 44    | 37    | 53    |

График промене броја становника у току последњих година